# Будівля Лапідо
Будівля Лапідо  — об’єкт національної спадщини, будинок на проспекті 18 липня в Сентро, Монтевідео, Уругвай.

## Опис споруди
Будівля Лапідо зведена в 1933 році за проєктом архітектора Хуана Обріота. Це багатофункціональна споруда, чудовий приклад уругвайського міжнародного архітектурного оновлення перших десятиліть 20 століття.  З 1989 року будинок внесений до списку об’єктів національної спадщини.